# Химн на Негово Величество Царя
„Боже, Царя ни пази“ или „Химн на Негово Величество Царя“ е дворцов химн на Царство България в периода 1908 – 1944 г.
Изпълняван е единствено в присъствието на българския монарх, а като национален химн на държавата е изпълнявана песента „Шуми Марица“.
Текстът на химна е написан от генерал-майор Георги Агура, а музиката към него е от композитора Емануил Манолов.

## История
Историята на царския химн започва още през 1900 г., когато военният прокурор полковник Георги Агура написва текст за национален химн, който да замести „Шуми Марица“. Мелодията към текста е дело на пианиста проф. Емил Зауер. Княз Фердинанд I и приближените му се опитват да наложат песента като нов национален химн, но опитите им се провалят. Въпреки недостатъците на „Шуми Марица“, песента се оказва доста популярна сред народа. Впоследствие князът прави песента дворцов химн. За пръв път е изпълнен на 29 септември 1908 година от хора на офицерите от столичния гарнизон по повод обявяването на независимостта на България. От текста е променена единствено думата „княз“, която е заменена с „цар“.
През 1925 година към химна е утвърдена нова мелодия, този път дело на композитора Емануил Манолов. От 1940 година, съгласно държавния протокол, химнът е бил изпълняван на всички тържествени церемонии след „Шуми Марица“, но след 9 септември 1944 става несъвместим с принципите на „народната власт“ и е премахнат.

## Текст
Всемогъщи прави Боже,
молим Царя ни пази!
Дай му сили, за да може
зли поврати да срази!
За погром на враговете
и за славни бъднини,
Боже, Царю на Царете,
дай на Царя светли дни!
А на българското племе
ума, Боже, просвети,
със любов да се обеме
и задружно процъфти.
Чрез съгласие да може
силна воля да развий,
чрез напредък дай му, Боже,
славно име да добий!

## Оригинален текст
Всемогѫщи прави Боже,
молимъ Царя ни пази!
Дай му сили, за да може
зли поврати да срази!
За погромъ на враговетѣ
и за славни бѫднини,
Боже, Царю на Царетѣ,
дай на Царя свѣтли дни!
А на българското племе
ума, Боже, просвѣти,
съ любовь да се обеме
и задружно процъвти.
Чрѣзъ съгласие да може
силна воля да развий,
чрѣзъ напрѣдъкъ дай му, Боже,
славно име да добий!